# Гіперінсулінізм
Гіперінсулінізм — це підвищення рівня інсуліну в крові людини або тварини. Нормальна секреція інсуліну та його рівень у крові тісно пов'язані з рівнем глюкози в крові, тому певний рівень інсуліну може бути нормальним для одного рівня глюкози в крові, але низьким або високим для іншого. Гіперінсулінізм може бути пов'язаний з кількома типами медичних проблем, які можна умовно розділити на дві широкі та значною мірою не перетинаються категорії: ті, що мають тенденцію до зниженої чутливості до інсуліну та високого рівня глюкози в крові (гіперглікемія), та ті, що мають тенденцію до надмірної секреції інсуліну та низького рівня глюкози (гіпоглікемія).

## Ознаки та симптоми
Гіперінсулінізм, спричинений зниженою чутливістю до інсуліну, зазвичай протікає безсимптомно. На противагу цьому, гіперінсулінемічна гіпоглікемія може спричинити будь-який з усього спектру гіпоглікемічних симптомів, від тремтіння та слабкості до судом або коми.

## Діагностика

### Знижена чутливість до інсуліну, пов'язана з ризиком розвитку діабету
Хоча на секрецію інсуліну впливає багато факторів, найважливішим є кількість глюкози, яка переміщується з крові в бета-клітини підшлункової залози. У здорових людей навіть невелике підвищення рівня глюкози в крові призводить до збільшення секреції інсуліну. Поки бета-клітини підшлункової залози здатні відчувати рівень глюкози та виробляти інсулін, кількість секретованого інсуліну зазвичай дорівнює кількості, необхідної для підтримки рівня глюкози в крові натщесерце між 70 і 100 мг/дл (3,9–5,6 ммоль/л) та рівень глюкози натщесерце нижче 140 мг/дл (<7,8 ммоль/л).
Коли клітини печінки та інші клітини, які поглинають глюкозу з крові, стають менш чутливими (більш стійкими, резистентними) до інсуліну, підшлункова залоза збільшує його секрецію, і рівень інсуліну в крові підвищується. Ця підвищена секреція може компенсувати знижену чутливість протягом багатьох років, з підтримкою нормального рівня глюкози. Однак, якщо інсулінорезистентність погіршується або здатність секреції інсуліну знижується, рівень глюкози починає зростати. Стійке підвищення рівня глюкози називається цукровим діабетом.
Типовий рівень інсуліну натщесерце, що виявляється при цьому типі гіперінсулінізму, перевищує 20 мкОд/мл. При високій резистентності рівні можуть перевищувати 100 мкОд/мл.
Гіперінсулінізм через петлю зворотного зв'язку тісно пов'язаний з ожирінням: надлишок інсуліну сприяє накопиченню жиру та збільшенню ваги, тоді як підвищений рівень ожиріння призводить до інсулінорезистентності та подальшої гіперінсулінемії. Цей цикл є центральним у розвитку метаболічного синдрому та діабету 2-го типу.
Окрім того, що гіперінсулінізм, спричинений інсулінорезистентністю, є фактором ризику розвитку діабету 2-го типу, він може підвищувати артеріальний тиск і сприяти гіпертензії шляхом прямого впливу на ендотеліальні клітини судин (клітини, що вистилають кровоносні судини). Гіперінсулінізм також вважається фактором, що сприяє надмірному виробленню андрогенів при синдромі полікістозних яєчників.
Основними методами лікування гіперінсулінізму, спричиненого інсулінорезистентністю, є заходи, що покращують чутливість до інсуліну, такі як зміна дієти (обмеження ультраоброблених харчів, рафінованих вуглеводів), втрата ваги (в тому числі медикаментозними методами), фізичні вправи та препарати, такі як тіазолідиндіони або метформін.

### Невідповідна секреція інсуліну, пов'язана з гіпоглікемією
Гіперінсулінізм також може стосуватися форм гіпоглікемії, спричинених надмірною секрецією інсуліну. У здорових дітей та дорослих секреція інсуліну має бути мінімальною, коли рівень глюкози в крові падає нижче 70 мг/дл (3,9 мМ). Існує багато форм гіперінсулінемічної гіпоглікемії, спричинених різними типами надлишку інсуліну. Деякі з тих, що виникають у немовлят та дітей раннього віку, називаються вродженим гіперінсулінізмом. У дорослих тяжка гіперінсулінемічна гіпоглікемія часто зумовлена інсуліномою, пухлиною підшлункової залози, що секретує інсулін.
Рівень інсуліну вище 3 мкОд/мл є недоцільним, коли рівень глюкози нижче 50 мг/дл (2,8 мМ), що може вказувати на гіперінсулінізм як причину гіпоглікемії. Лікування цієї форми гіперінсулінізму залежить від причини та тяжкості гіперінсулінізму та може включати хірургічне видалення джерела інсуліну або застосування препарату, такого як діазоксид чи октреотид, що знижує секрецію інсуліну.
Те, що спонтанний гіперінсулінізм може бути причиною симптоматичної гіпоглікемії, вперше було припущено доктором Сілом Гаррісом у 1924 році в журналі «Журнал Американської медичної асоціації». Доктор Сіле Гарріс вперше діагностував гіперінсулінізм у 1924 році, а також йому приписують розпізнавання спонтанної гіпоглікемії.